# FC Vilafranca
FC Vilafranca is een Spaanse voetbalclub uit Vilafranca del Penedès, uitkomend in de Primera Divisió Catalana. De club werd opgericht in 1904. FC Vilafranca heeft als thuisstadion het Camp Municipal d'Esports, dat 5.000 plaatsen heeft.

## Bekende spelers
- Joan Segarra